# 세기딜랴

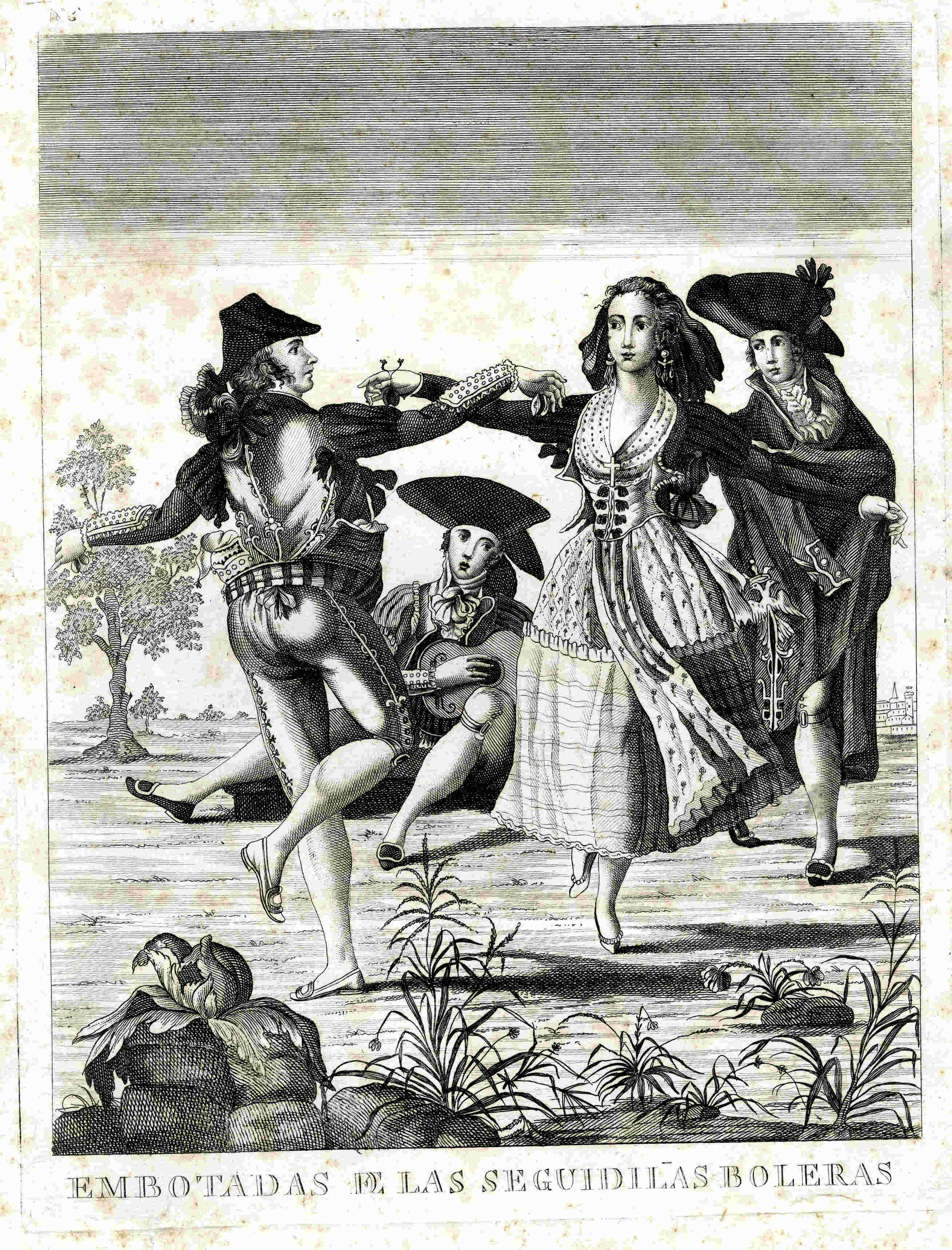
세기딜랴 춤 (18세기)

세기딜랴(seguidilla)는 스페인 남부의 안달루시아 지방의 3박자 춤곡이다. 본래는 기타와 캐스터네츠를 가지고 노래하며 춤추는 것이다. 비제의 가극 <카르멘> 제1막 속의 세기딜랴는 매우 유명하다.
이 용어는 4~7개의 짧은, 부분적으로는 특징적인 리듬에 음의 유사성 있는 라인을 갖춘 스페인의 스탠자(stanza)에 사용되기도 한다.